# Manuel Antonio Carmona Fonseca
Manuel Antonio Carmona Fonseca (Santiago, 10 de julio de 1810-Valparaíso, 29 de junio de 1886) fue un médico cirujano chileno, militar y alcalde de San Felipe, reconocido por su investigación clínica sobre el caso de «la endemoniada de Santiago», publicado en 1857, anterior a los avances de la psiquiatría y psicología. Su trabajo sentó las bases de la psiquiatría chilena.

## Biografía
Fue el séptimo de los ocho hijos de José Leandro Carmona Vera y Petronila Fonseca Santa Cruz. Cursó sus estudios secundarios en el Instituto Nacional, y luego formó parte de la primera generación de médicos de Chile junto con otros diez alumnos, entre los que se encontraba Francisco Javier Tocornal, el hijo del ministro del Interior, Manuel Antonio Tocornal. Estudiar medicina en esta época no era la preferencia familiar, debido a que eran considerados sirvientes o mayordomos. Además, en el 1800, antes de las investigaciones de Louis Pasteur y Joseph Lister, aún no se tenía completo conocimiento sobre las bacterias y las infecciones que ellas causaban en los cuerpos en descomposición utilizados para estudiar anatomía, arriesgando la salud de los estudiantes, causando incluso la muerte de cuatro de los compañeros de Carmona.
Sus estudios de medicina se vieron interrumpidos por la guerra; el 7 de mayo de 1837 fue designado cirujano de primera clase del Ejército Restaurador del Perú y se dirigió a prestar sus servicios a Quillota. Jamás logró su título profesional, pero fue autorizado por el presidente de la República para ejercer la medicina en virtud de las disposiciones de la ley del 31 de enero de 1837, en retribución a su servicio.
En 1838 Carmona fue designado para atender a los heridos del Batallón Voluntarios de Aconcagua, en un hospital instalado en el cantón de Curimón, Región de Valparaíso. En 1839 Carmona fue el encargado de atender a los pacientes con viruela encontrados en San Felipe, Los Andes y Putaendo. Trabajó por dos años gratuitamente en el Hospital San Camilo de San Felipe, para luego en 1843 asumir como rector interino del Liceo de Hombres de San Felipe, dando las cátedras de higiene, moral, urbanidad, latín y filosofía. Más tarde en 1840 asumió como alcalde de la ciudad.
En 1850 volvió a Santiago, donde asumió diferentes cargos relacionados con su profesión, médico del Lazareto de variolosos, de la sección maternidad de la Casa de Expósitos y del Dispensario de Quinta Normal y en 1857 profesor de higiene de las escuelas de la Sociedad de Instrucción Primaria. Fue en este periodo cuando escribió su obra más célebre, Carmen Marín, o, la endemoniada de Santiago, investigación hecha por encargo de un presbítero para aclarar la situación de Carmen Marín.
Regresó a Valparaíso y fue nombrado médico del Hospital San Juan de Dios de Valparaíso (hoy Hospital Carlos van Buren) en enero de 1861 y, a partir de noviembre, asumió como cirujano de guarnición en el puerto de Valparaíso.
Jubiló en 1883, y murió en Valparaíso el 29 de junio de 1886, a los 76 años.

## El caso Carmen Marín

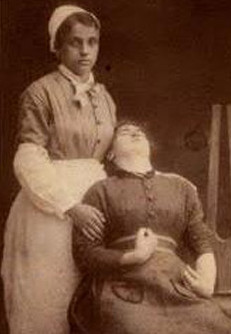
Carmen Marín.

Carmen Marín, nacida en Valparaíso en junio de 1838, huérfana desde antes de aprender a caminar, fue una mujer que sufrió desde la niñez una serie de extraños «síntomas», que incluían violentos ataques convulsivos y cambios de apariencia y de voz, mientras profería insultos en latín, francés y alemán, por lo que fue bautizada posteriormente como «la endemoniada de Santiago».
Su sintomatología comenzó a los 12 años, cuando se encontraba internada en un Hospicio de Monjas en Valparañiso, donde luego de pesadillas y un ataque hecho a sus compañeras de pieza, fue tratada por un doctor, quien no logró curar esta extraña enfermedad, y fue devuelta al cuidado de sus familiares, su tía y posteriormente su tío. Debido a su enfermedad fue internada en el Hospital de Valparaíso, donde intentó suicidarse.
Luego de varias consultas a otros recintos asistenciales y tratamientos, ingresó en 1857 al Hospicio de las hermanas de la caridad en Santiago de calle Maestranza (hoy calle Portugal). Es ahí donde fue sometida a varios análisis, entre ellos los del doctor Manuel Antonio Carmona, quien antecediendo a las teorías de Sigmund Freud y Pierre Janet vio en estas supuestas posesiones diabólicas una expresión de instintos libidinosos, culpas, amores despechados y/o remordimientos.

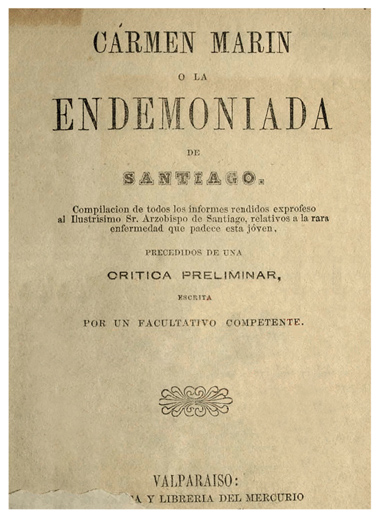
La endemoniada de Santiago

Su investigación fue publicada en Valparaíso en 1857, bajo el nombre de Carmen Marín, o, la endemoniada de Santiago, una compilación de todos los informes rendidos al arzobispo de Santiago en relación con la extraña enfermedad padecida por la mujer. En este informe, contradiciendo a dos médicos que diagnosticaron de forma paralela a la joven, Carmona diagnosticó una enfermedad nerviosa causada por las vivencias de Carmen Marín:

«la verdadera causa próxima de todos los fenómenos y ataques observados y aceptados por mi en la joven Carmen Marín, es una alteración primitiva, crónica, sui géneris de los ovarios, y complicada con una lesión consecutiva de todos los centros nerviosos, y más claramente del eje o aparato cerebro-espinal; enfermedad evidentemente natural que tanto los maestros de la medicina, como el Diccionario de las Ciencias Médicas, clasifican como perteneciente al orden de las neuroses, y cuyo nombre propio es el de histérico confirmado, convulsivo y en tercer grado»

.
Con el diagnóstico del doctor Carmona, fue descartada una posesión, y se dio inicio al desarrollo de la psiquiatría chilena como una rama separada de la medicina. Visiones historiográficas contemporáneas, ven el caso de Carmen Marín como el primer caso de la psiquiatría.

## Inicios de la psiquiatría chilena

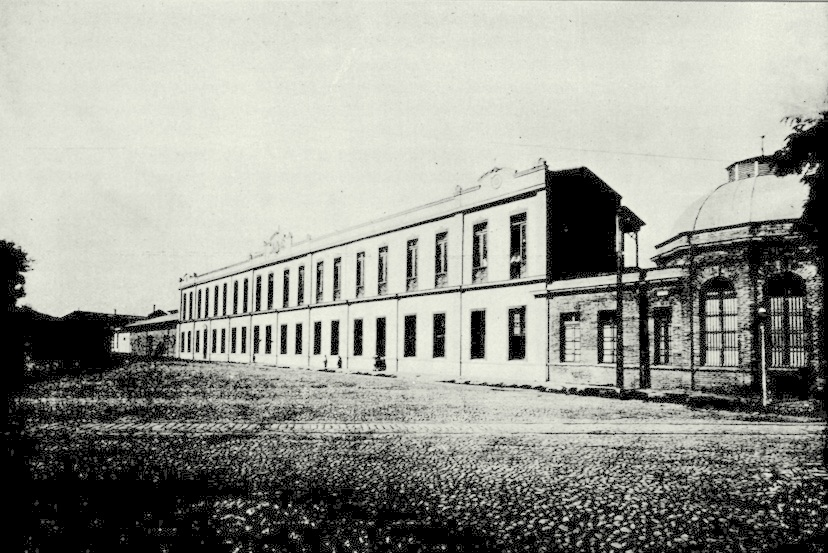
Casa de Orates, Pabellón Martínez.

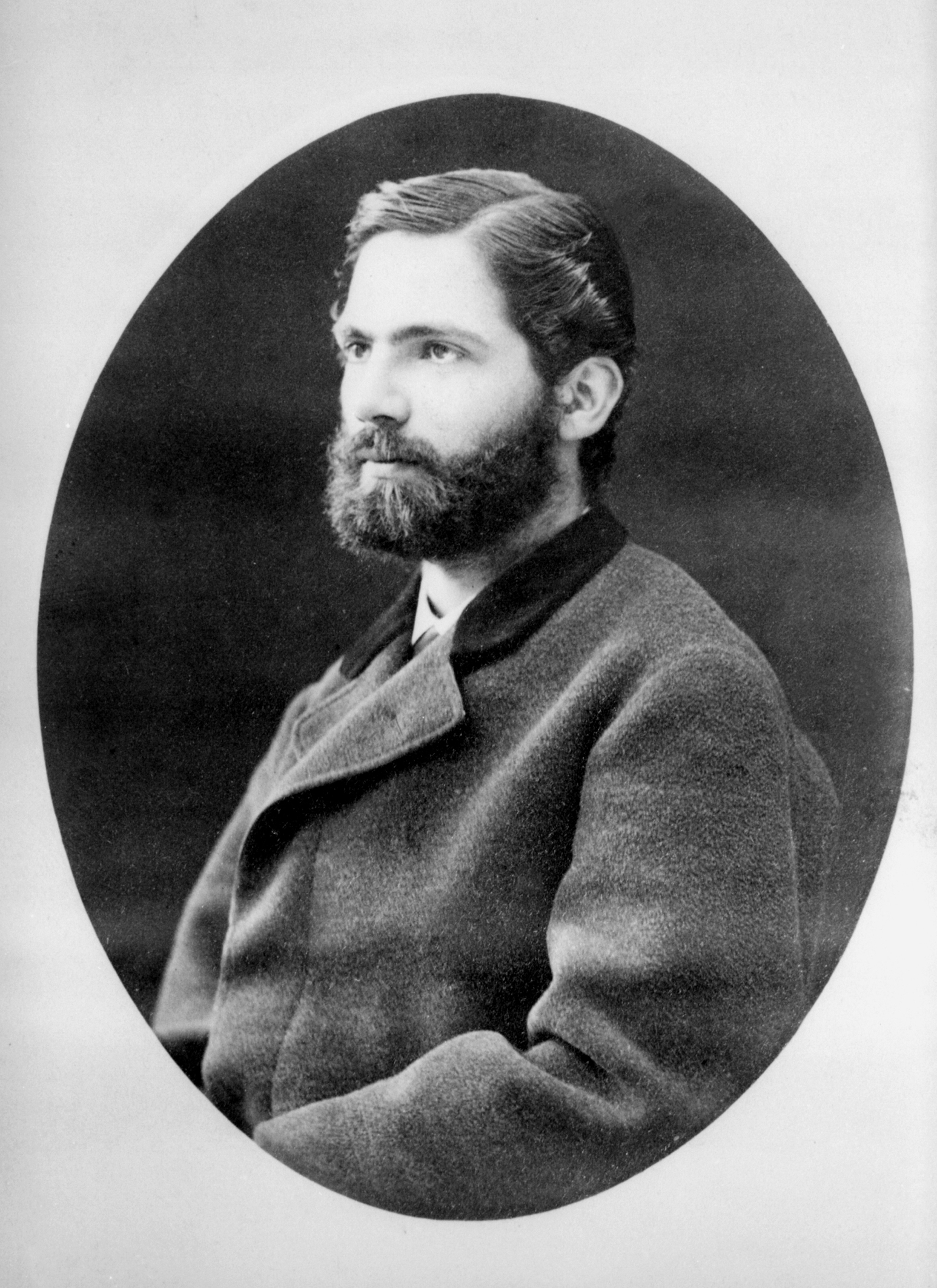
Augusto Orrego Luco.

El primer hito importante de la psiquiatría chilena fue la fundación de la Casa de Orates de Nuestra Señora de Los Ángeles en 1852, hoy Instituto Psiquiátrico, durante el gobierno de Manuel Montt, debido a la necesidad de crear un espacio de confinamiento para los enajenados. Su ubicación original fue en el Barrio Yungay; seis años más tarde fue trasladado a calle Los Olivos. Solo en 1875 ingresó a trabajar allí personal médico, dando inicio a la asistencia siquiátrica en Chile.
Posteriormente, se presentó el trabajo de Manuel Antonio Carmona, un análisis médico de una supuesta posesión, para sentar las bases de un análisis psiquiátrico, abriendo así el camino para continuadores de la psiquiatría clínica, entre quienes se encuentra Ramón Elguero y Augusto Orrego Luco.

## Otros trabajos
Carmona también produjo el Informe médico-legal de la epidemia de viruela reinante en Valparaíso en 1865, publicado en ese mismo año. En él se detalla el contagio, la epidemiología y las normas de prevención de la «espantosa» viruela. Se le considera como un importante aporte a la epidemiología, prevención y clínica de dicha enfermedad, con normas acerca del manejo «de la viruela en domicilio», debido al año en que este documento fue escrito y publicado.

## Adaptación televisiva
Entre el 17 de mayo y el 12 de octubre de 2015, Televisión Nacional de Chile emitió una teleserie nocturna de 73 capítulos llamada La poseída, que contaba la historia de Carmen Marín, su enfermedad y su entorno.
Aunque no existe un personaje en la teleserie que represente al doctor Manuel Antonio Carmona, el personaje de Gabriel Varas, interpretado por el actor Jorge Arecheta, se asemeja a la intervención que el doctor Carmona tuvo en el caso original de Carmen Marín, puesto que este personaje cree profundamente que lo que padece la joven es un trastorno psicológico y que debe ser tratado mediante la ciencia.